# Сафлор красильный
Сафло́р краси́льный, америка́нский шафра́н, ди́кий шафран, красильный чертополо́х (лат. Cárthamus tinctórius) — однолетнее растение; вид рода Сафлор семейства Астровые, или Сложноцветные. Древняя масличная и красильная культура (в Древнем Египте использовали для окрашивания повязок при мумифицировании).

## Ботаническое описание

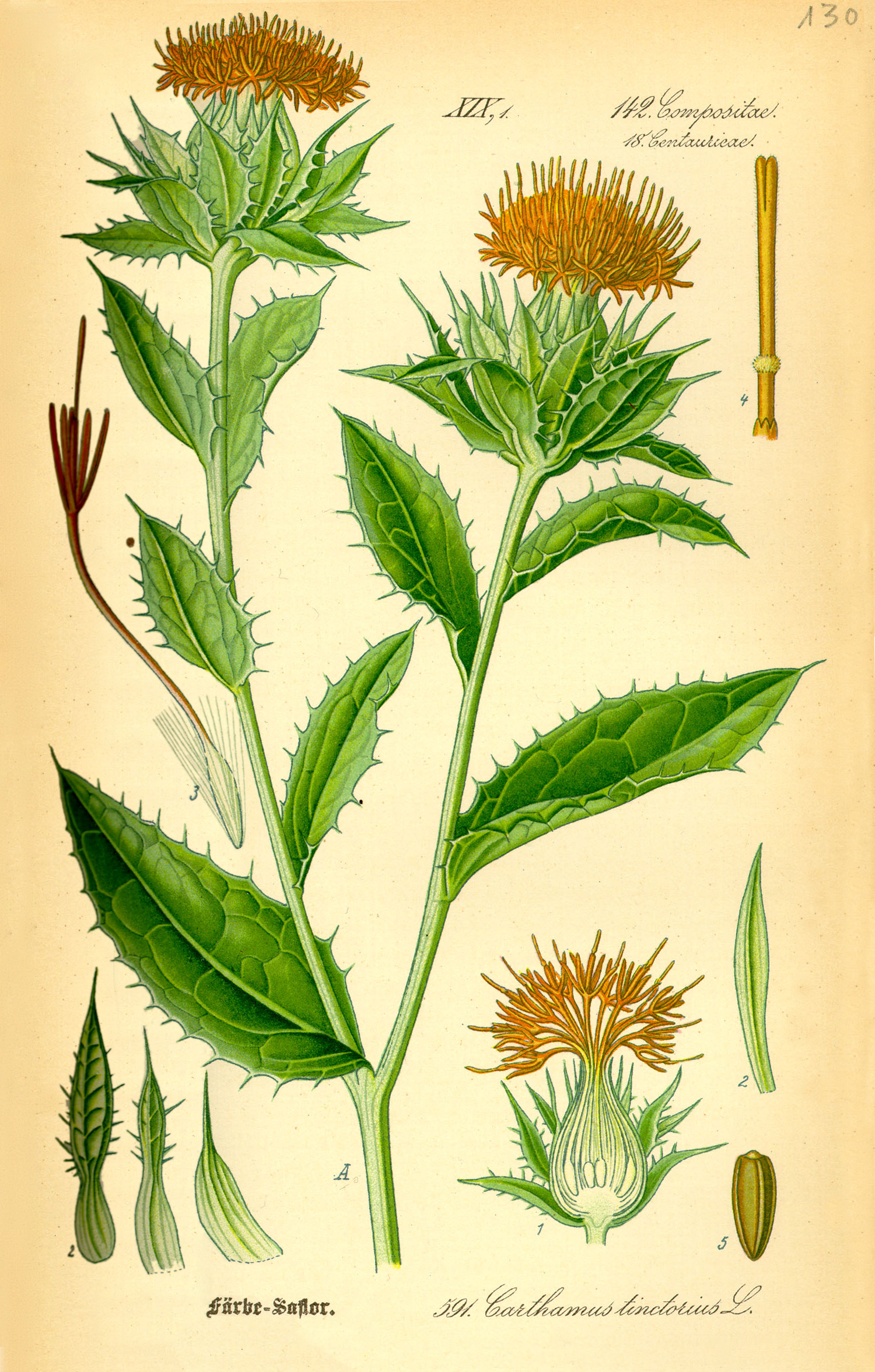
Ботаническая иллюстрация из книги О. В. Томе
Flora von Deutschland, Österreich und der Schweiz, 1885.

Однолетнее, реже двулетнее растение высотой 0,4—1,5 м.
Стебель прямой, ветвистый, с беловатым глянцем.
Листья продолговато-ланцетные, очерёдные, крупные, цельнокрайные, почти сидячие, по краю шиповатые.
Цветки трубчатые, пятираздельные, красные, жёлтые или оранжевые. Соцветие — корзинка.
Плод — белая, голая, блестящая семянка, овально-четырёхгранной формы со слабо выступающими рёбрами по бокам.

## Химический состав
В цветках найдены халконовые гликозиды: картамин, изокартамин, картамидин-5-гликозид, 7-гликозид лютеолина.
В семенах сафлора содержится до 60 % (по другим данным, 25—37 %) полувысыхающего жирного масла.

## Распространение
Встречается как в диком виде — сорняк — так и культивируется специально.
Произрастает и культивируется в Египте, Испании, Китае, США, Южной Америке, Африке. На бывшей территории СССР произрастает на Кавказе, в Туркменистане, в некоторых местах Курской, Харьковской, Полтавской, Херсонской областей и в Крыму.

## Производство
В 2020 году мировое производство семян сафлора составило 653 030 тонн, лидирует Казахстан с 35% мирового производства. Другими значительными производителями были Россия и Мексика, на долю которых в совокупности приходилось 28% мирового производства.
| Страна    | Семена сафлора, тонн |
| --------- | -------------------- |
| Казахстан | 226739               |
| Россия    | 96736                |
| Мексика   | 86793                |
| США       | 67040                |
| Индия     | 44000                |
| Всего     | 653030               |

## Применение

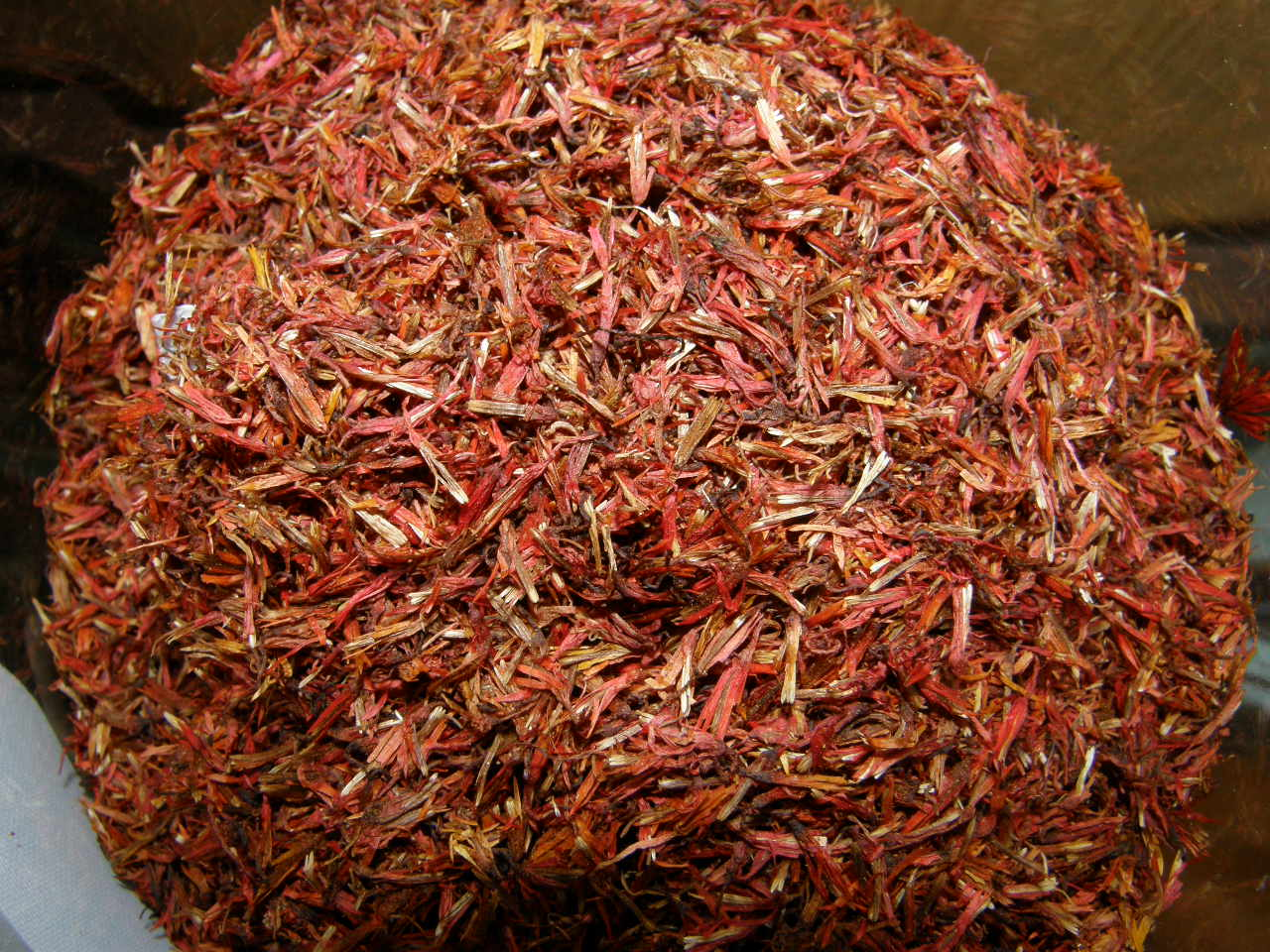
Сушеные лепестки сафлора красильного — сырьё для получения картамина

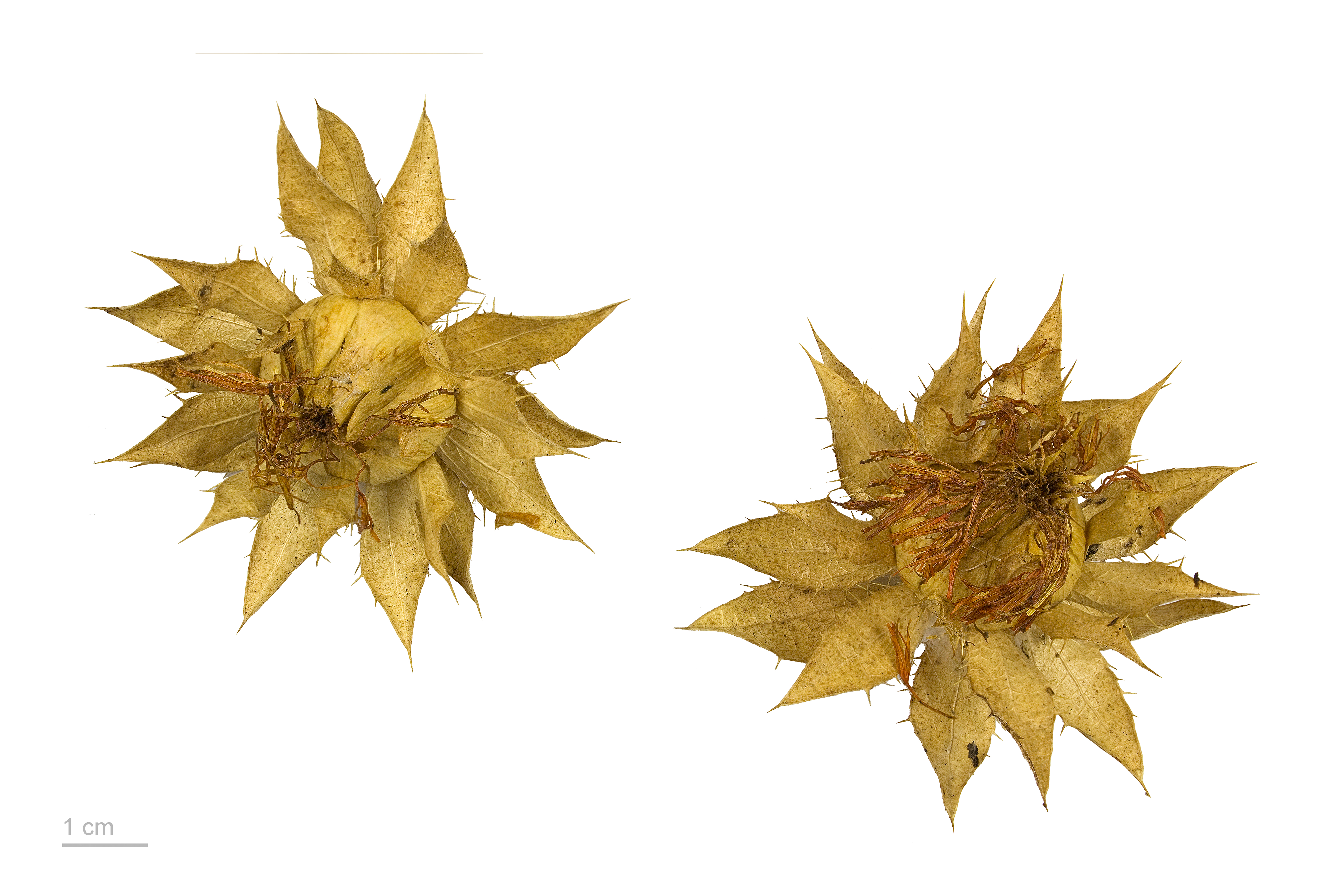
Плоды

Язычковые цветки сафлора красильного используют для получения безвредных красителей жёлтого, красного и шафранового цветов, в том числе и в пищевой промышленности, например, для производства карамели.
Лепестки сафлора содержат два основных различных красящих пигмента — жёлтого и красного цвета.
Жёлтый пигмент — сафлоргель — считается менее ценным и зачастую удаляется путём промывки лепестковой массы водой.
Красное вещество сафлора — картамин — трудно растворимо в воде. В эфире картамин не растворяется совсем, но зато легко растворяется в спирте и щелочах (в нашатырном спирте). Кроме них, содержится ряд других пигментов тех же цветов.
Сафлор красильный используется как масличная культура, масло применяется в производстве маргарина. 
Цветки сафлора используются как компоненты цветочных чаёв.
В традиционной медицине используется как слабительное, мочегонное, желчегонное.

### В косметологии
Из продуктов сафлора красильного в косметологии особенно ценится сафлоровое масло. Оно насыщено линолевой кислотой (около 80 %), не синтезирующейся в организме. Линолевая кислота придаёт эластичность кровеносным сосудам, регулирует важные процессы жизнедеятельности организма, обладает увлажняющим эффектом, высокой проникающей способностью.
Масло сафлора красильного оказывает смягчающее, укрепляющее и питательное действие на кожу, нормализует клеточные функции, улучшает кровообращение, обладает противовоспалительным действием, высокой влагоудерживающей и влагорегулирующей способностью.
Кроме того, масло сафлора красильного служит активным проводником других компонентов косметических средств в более глубокие слои кожи.